# Fiskeflotta

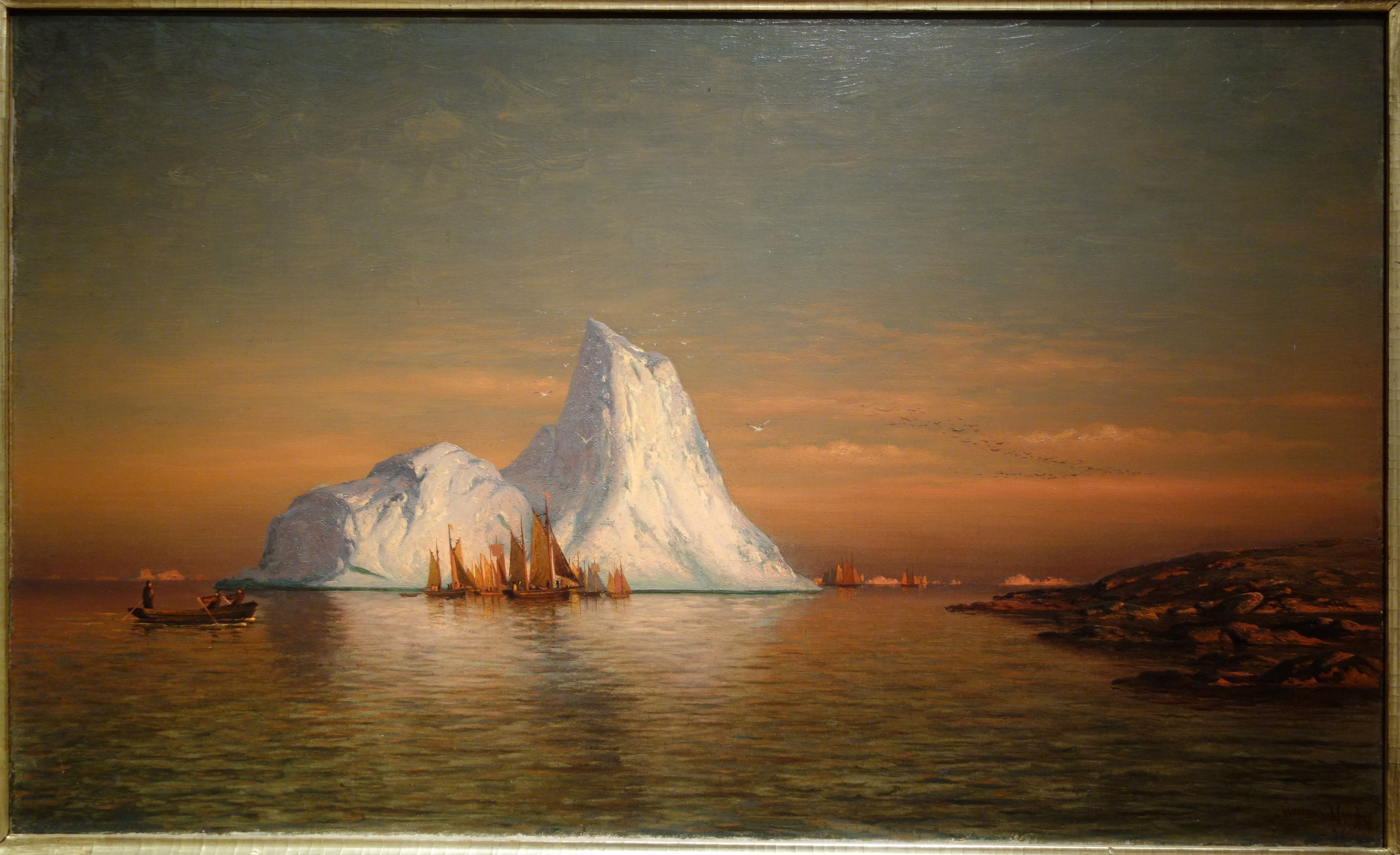
William Bradfords målning 1884 av en fiskeflotta utanför Labrador.

En fiskeflotta är en grupp fiskefartyg för yrkesfiske. Begreppet används olika skala om till exempel alla fartyg med gemensam hemmahamn, alla fartyg för ett visst sorts fiske, eller alla fiskefartyg i en viss region eller land.

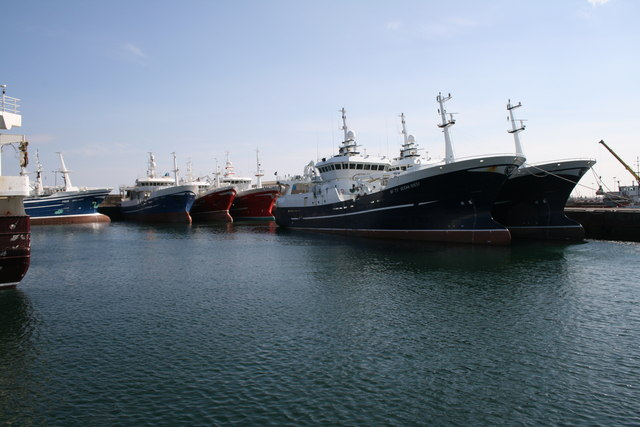
Modernare fiskeflotta i Fraserburghs hamn, nordöstra Skottland.

Den största nationella fiskeflottan i världen var 2020 den kinesiska, som bestod av knappt 3 000 fartyg och som fiskade i princip alla världens hav utom norra Atlanten.

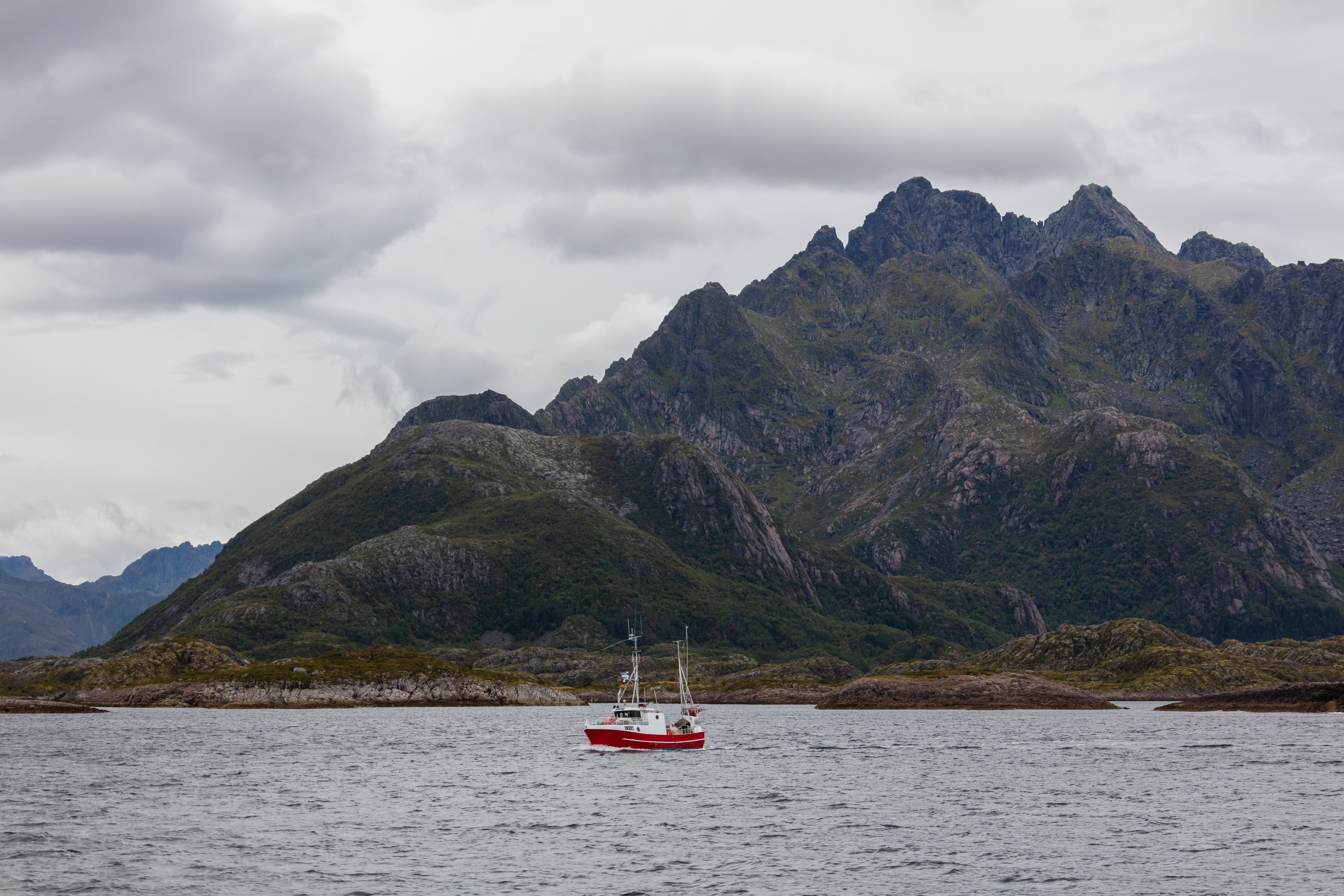
Fiskebåt utanför Solvær, Lofoten, 2019.

I Svolvær, Lofoten gjorde det årliga torskfisket 1946 att den vid tidens största fiskeflotta om 6 000–8 000 fartyg samlades. Det var då frågan om fartyg som många gånger var betydligt mindre än moderna fiskefartyg.